# Ombella-Mpoko
Ombella-Mpoko ist eine Präfektur der Zentralafrikanischen Republik mit der Hauptstadt Boali. Die Größe der Präfektur beträgt 28.710 km². Mit Stand 2022 wurden 269.809 Einwohner gemeldet. Eine touristische Attraktion sind die Boalifälle, die jedoch durch den Betrieb der Boali-Talsperre nur an den Wochenenden noch Wasser führen.
Ombella-Mpoko ist unterteilt in 5 Subpräfekturen (jeweils mit ihrer Hauptstadt in Klammern):
- Boali (Boali)
- Damara (Damara)
- Bogangolo (Bogangolo)
- Bossembélé (Bossembélé)
- Yaloké (Yaloké)

## Geografie
Die Präfektur liegt im Südwesten des Landes und grenzt im Norden an die Präfekturen Ouham und Ouham-Fafa, im Osten an die Präfektur Kémo, im Südosten an die Demokratische Republik Kongo, im Süden an die Präfekturen Bangui und Lobaye und im Westen an die Präfekturen Mambéré, Nana-Mambéré und Ouham-Pendé.
Im Gebiet liegt der Manuela-See.

## Geschichte
Im Jahr 2020 wurden Gebiete im Süden der Präfektur abgetrennt und kamen zur neugegründeten Präfektur Bangui. Teil des abgetretenen Gebietes war die Stadt Bimbo, die vorherige Hauptstadt der Präfektur. Seit 2020 hat Boali die Funktion als Hauptstadt der Präfektur.